# Оккупация Константинополя
Оккупация Константинополя войсками Антанты происходила с 13 ноября 1918 по 4 октября 1923 года.

## Предыстория
30 октября 1918 года Османская империя подписала со странами Антанты Мудросское перемирие, по условиям которого передавала под контроль Антанты укрепления в Проливах; при этом британский подписант адмирал Сомерсет Гу-Калторп заявил, что правительства Антанты не имеют намерения устранения османского правительства или постановки его под свой военный контроль «путём оккупации Константинополя». При этом в Константинополь им было отправлено секретное послание, предназначенное только для султана, великого визиря и Рауф-бея, в котором было обещано, что для оккупации зоны Проливов будут использоваться только британские и французские войска; в качестве символа суверенитета там дозволялось оставить небольшое количество османских войск.

## Военная администрация

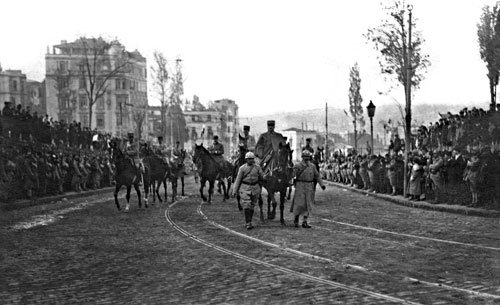
8 февраля 1919. Генерал Франше д’Эспере проезжает по Бейоглу

Всего лишь спустя 13 дней после подписания Мудросского перемирия, 12 ноября 1918 года французская бригада вошла в Константинополь, а 13 ноября их примеру последовали британские войска. В декабре 1918 года в Константинополе была установлена военная администрация Антанты. 7 февраля 1919 года в Галате высадился батальон итальянцев, а 8 февраля 1919 года в Константинополь на белой лошади, имитируя Мехмеда II, въехал французский генерал Франше д’Эспере. Также несколько японских кораблей из состава 2-я эскадры особого назначения присоединилась к флоту союзников под британским командованием, который оккупировал столицу. 10 февраля 1919 года Константинополь был разделён на три зоны ответственности: за порядок в Старом городе отвечали французы, за район Пера-Галата — британцы, за Кадыкёй и Ускюдар — итальянцы.
Одним из требований победителей было наказание военных преступников — в основном, членов партии «Единение и прогресс». 14 декабря 1918 года правительство Тевфик-паши решило, что лица, виновные в депортациях греков и армян в годы войны, должны быть осуждены военным трибуналом. Два дня спустя османское правительство сформировало специальный трибунал, состоявший из противников партии «Единение и прогресс». В январе 1919 года султан через посредника проинформировал британского верховного комиссара, что он готов арестовать всех тех, кого британцы желают видеть наказанными, однако боится, что это спровоцирует народные волнения. Турецкие националисты указывали, что военные преступления совершались не только турками, но и против турок, но эти аргументы не были приняты победителями во внимание. В ночь на 30 января 1919 года было арестовано три десятка бывших членов партии «Единение и прогресс».

## Военная оккупация Константинополя

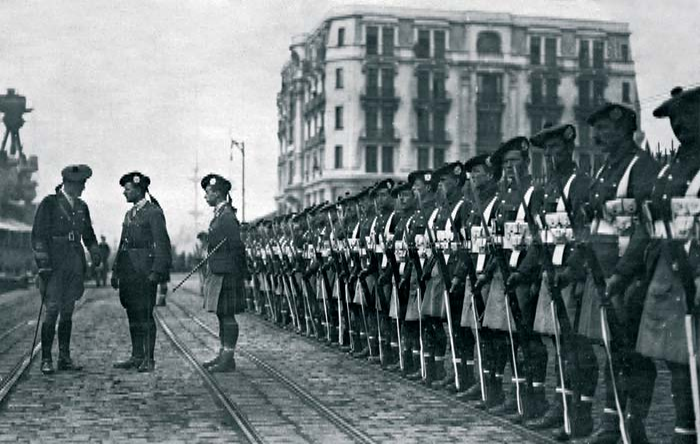
Британские войска в порту Каракёй на линии стамбульского трамвая

После того, как в Западной Анатолии высадились греческие войска, против них стали воевать турецкие иррегулярные формирования. В феврале 1920 года представители Антанты потребовали от турецкого правительства, чтобы турецкие части отошли на 3 км от греческих войск, стоящих вокруг Смирны. Так как партизаны не подчинялись правительству, то великий визирь Али Рыза-паша, будучи не в силах выполнить это требование, 2 марта 1920 года подал в отставку. В итоге представители Антанты решили взять дело в свои руки.
В ночь с 15 на 16 марта британские войска начали занимать ключевые здания Константинополя и арестовывать турецких националистов, которые потом были высланы на Мальту. 18 марта османский парламент выразил протест против этих действий, и был разогнан. 19 марта находившийся в Анкаре Мустафа Кемаль-паша послал всем губернаторам провинций и военным командующим циркулярную телеграмму, в которой предложил им принять участие в «формировании ассамблеи, которая бы имела чрезвычайную власть в вопросах, связанных с управлением нацией»; султанское правительство, ставшее марионеткой оккупантов, было полностью дискредитировано, альтернативой ему стало собравшееся в Анкаре Великое национальное собрание Турции.
Летом 1920 года был подписан Севрский мирный договор, предусматривавший раздел Турции. Однако Антанта попала в собственную ловушку — отсутствие парламента, разогнанного самими союзниками, не позволяло его ратифицировать, а вновь собрать парламент было невозможно, так как многие его члены перебрались в Анкару, где Великое национальное собрание отказалось признавать Севрский договор.
Бургомистром города в 1921—1922 гг. был назначен Мехмед Джеляль-бей, известный тем, что саботировал геноцид армян в городах Конье и Алеппо, где он в то время был губернатором.

## Завершение оккупации

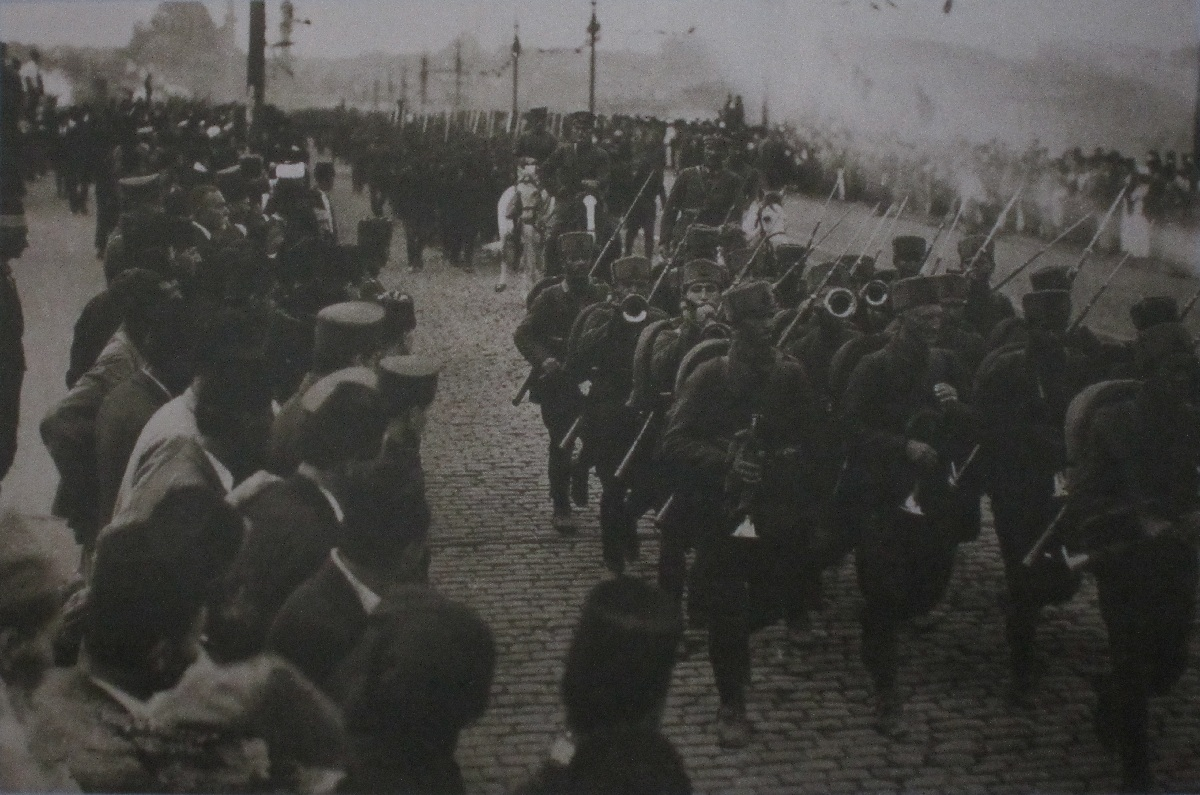
6 октября 1923. Турецкие войска вступают в Константинополь (Стамбул)

К осени 1922 года армия турецких националистов разгромила греков и поставила под свой контроль почти всю Анатолию, подойдя к контролируемой странами Антанты зоне Проливов. В сентябре-октябре 1922 года произошёл инцидент у Чанаккале, показавший уязвимость европейских гарнизонов. В октябре 1922 года было подписано Муданийское перемирие, в соответствии с которым Антанта должна была передать гражданскую власть во Фракии представителям турецкого национального правительства. 1 ноября 1922 года Великое национальное собрание Турции провозгласило ликвидацию султаната, и 17 ноября султан Мехмед VI покинул Константинополь на борту британского военного корабля. 20 ноября 1922 года началась Лозаннская конференция, обсудившая режим Проливов. 24 июля 1923 года был заключён Лозаннский мирный договор, в соответствии с условиями которого 23 августа 1923 года начался вывод иностранных войск из Константинополя. Последние части покинули город 4 октября, а 6 октября туда вступили турецкие войска.